# A kismalac és a farkasok
A kismalac és a farkasok 1958-ban bemutatott magyar rajzfilm, amely Móricz Zsigmond azonos című meséjéből alapult. Az animációs játékfilm írója és rendezője Csermák Tibor, zeneszerzője Farbinger István. A mozifilm a Pannónia Filmstúdió gyártásában készült, a MOKÉP forgalmazásában jelent meg. Műfaja mesefilm.

## Alkotók
- Közreműködött: Tolnay Klári
- Móricz Zsigmond meséje alapján írta, tervezte és rendezte: Csermák Tibor
- Zenéjét szerezte: Farbinger István
- Operatőr: Cseh András, Király Erzsébet
- Hangmérnök: Császár Miklós
- Vágó: Czipauer János
- Színes technika: Dobrányi Géza
- Gyártásvezető: Bártfai Miklós

Készítette a Pannónia Filmstúdió

## Díja
- 1958, Velence oklevél[1]